# Antras, Gers
Antras är en kommun i departementet Gers i regionen Occitanien i sydvästra Frankrike. Kommunen ligger i kantonen Jegun som tillhör arrondissementet Auch. År 2022 hade Antras 41 invånare.

## Befolkningsutveckling
Antalet invånare i kommunen Antras
Referens:INSEE